# 2016年のバスケットボール
< 2016年 | 2016年のスポーツ
2016年のバスケットボールでは、2016年のバスケットボール関連の出来事をまとめる。

## できごと

### 1月
- 10日 - 第82回皇后杯全日本総合選手権決勝でJX-ENEOSサンフラワーズがデンソーアイリスに83-44で勝ち3年連続20回目の優勝[1][2]。
- 11日 - 第91回天皇杯全日本総合選手権決勝でアイシンシーホース三河がリンク栃木ブレックスに89-73で勝ち5年ぶり9回目の優勝[3]。
- 26日 - 2015年11月29日に行われたWリーグの『シャンソンVマジックVSデンソーアイリス』戦で、「シャンソン側に意図的に不利な判定を下した」として当時主審を務めていた男性審判員に対し3000万円の損害賠償及び謝罪広告掲載を求め、同年12月28日付で静岡地裁に提訴していたことをチームを運営するシャンソン化粧品が明らかにした[4]。これに対しリーグ機構側は「意図的な判定ではない」と反論した上で今回の提訴についても「遺憾である」と不快感を示した[5]。この事態に対し、日本バスケットボール協会専務理事の大河正明は2月3日、「今回の事態について機構側に対し経緯を説明するように指示した」と明らかにした[6]。その後シャンソン側の代理人弁護士が2月23日付で提訴を取り下げたことを表明した。今後は第三者委員会の判断に委ねられる[7]。

### 2月
- 11日 - 今秋開幕する国内男子バスケットボール「Bリーグ」のネーミングライツ（命名権）を大手通信会社・ソフトバンクが取得することが明らかとなり[8]。3月10日に正式にメインスポンサーに就任した[9]。なお、ソフトバンクはスマートフォンやタブレット向けに専用サイトを用意し、開幕戦からすべての試合をライブ配信サービスを行う予定[10]。

### 4月
- 6日 - ジャパン・プロフェッショナル・バスケットボールリーグ（Bリーグ）は、理事会を開き、1・2部の全36チームの名称について、リーグが通常使用する呼称には、チームの親会社の企業名を入れずホームタウンの地域名と愛称のみを使うことを承認し、各チームの新名称を公表した[11]。
- 11日 - 日本バスケットボール協会（JBA）は、男女バスケ日本代表チームの愛称について、2011年に制定され、2015年まで使用していた『ハヤブサジャパン』から『AKATSUKI FIVE（アカツキ ファイブ）』へ変更することを発表した[12]。
- 13日 - 香川県警は大麻を所持していた疑いで、プロバスケットボールTKbjリーグ・高松ファイブアローズ所属の米国籍選手を大麻取締法違反で逮捕[13]。4月19日、高松ファイブアローズは「重大な契約違反行為が明らかとなった」として、この選手を解雇した[14]。
- 18日 - バスケットボール女子日本リーグ機構（WJBL）所属のJX-ENEOSサンフラワーズは、2016-2017シーズンよりヘッドコーチにトム・ホーバス（アメリカ合衆国）が就任することを発表。また前シーズンまでヘッドコーチを務めた佐藤清美（男性）は新設の監督に就任する[15]。
- 20日 - 日本プロバスケットボールリーグ：ライジング福岡は、熊本地震の影響により、アクシオン福岡メインアリーナ（福岡市博多区）の施設が一部破損した為、安全面の確保が難しいとして、4月23日・24日の両日に同所で開催する予定であったバンビシャス奈良とのホームゲーム二連戦について、日程をそのままに会場に北九州市立総合体育館に変更して開催することを決定[16]。
- 21日 - 日本プロバスケットボールリーグ：大分・愛媛ヒートデビルズは、熊本地震の影響により、4月23日・24日の両日にべっぷアリーナ（大分県別府市）で開催を予定していた金沢武士団とのホームゲーム二連戦について、両チームの選手並びに観客の安全面の確保を再優先として2試合とも中止することを決定[17]。なお、振替試合は行われなかった為、大分・愛媛と金沢は他のチームより2試合少なくシーズンを終えた。

### 5月
- 6日 - ナショナルリーグの熊本ヴォルターズが、熊本地震の影響によりスポンサー収入が激減するなどによりチーム存続が危機にあることが社長の湯之上聡によって明らかにされた。選手への給与も5月以降支給が困難になる可能性がある[18]。
- 15日 - bjリーグ 2015-16のプレイオフ決勝が行われ、琉球ゴールデンキングスが富山グラウジーズに86-74で勝利し、bjリーグ全チーム最多となる通算4度目の優勝を達成した。なお、bjリーグは今年でNBLと統合されるため、琉球はbjリーグ最後の王者となった[19]。
- 24日 - 9月に開幕する男子統一リーグ・ジャパン・プロフェッショナル・バスケットボールリーグ（Bリーグ）の初年度における開幕戦『アルバルク東京vs琉球ゴールデンキングス』の要項が発表される[20]。

### 6月
- 3日 - 熊本地震の影響により経営が悪化し、チーム存続が危機的状況にあったナショナルリーグ（NBL）の熊本ヴォルターズが資金繰りなどにメドがついたため、チームとして活動を続けることと当初の予定通り9月に開幕するBリーグ2部に参入することを表明した[21][22]。
- 4日 - NBL 2015-16ファイナル・東芝ブレイブサンダース神奈川VSアイシンシーホース三河は、2勝2敗で迎えた最終戦で東芝神奈川がアイシン三河を76-70で退け、2季ぶり2度目（NBLの前身にあたるスーパーリーグなどを含めると通算4度目）の優勝[23]。
- 6日 - 日本バスケットボール協会は、8月のリオ五輪に出場する女子日本代表において、4月に招集された18人の候補の中から選ばれた最終メンバー12人を発表[24]。
- 25日 - 日本バスケットボール協会の評議委員会及び臨時理事会で、新会長に副会長の三屋裕子の昇格を決定。これまで会長を務めていた川淵三郎はエグゼクティブアドバイザーに就任する[25]。

### 9月
- 22日 - 新リーグ・ジャパン・プロフェッショナル・バスケットボールリーグ（B.LEAGUE）の開幕戦、アルバルク東京VS琉球ゴールデンキングスが、国立代々木競技場第一体育館で行われ、A東京が琉球を80-75で下して勝利[26][27]。

## 国内大会

### その他日本国内
- 第91回天皇杯・第82回皇后杯全日本総合選手権（1月1日〜12日・国立代々木競技場）
  - 男子
    - 決勝：　アイシンシーホース三河 89 - 73 リンク栃木ブレックス
      - アイシンは5年ぶり9回目の優勝。

  - 女子
    - 決勝：JX-ENEOSサンフラワーズ 83 - 44 デンソーアイリス
      - JX-ENEOSは3年連続20回目の優勝（共同石油、ジャパンエナジー、JOMO時代を含む）。